# Lijst van bruggen in Leiden over de Oude Rijn
Een overzicht van de bruggen over de Oude Rijn in de stad Leiden (van west naar oost):
| Naam                                                   | Toegankelijk                  | Foto                            |
| ------------------------------------------------------ | ----------------------------- | ------------------------------- |
| Oude Rijnbrug A44                                      | autoverkeer                   | Oude Rijnbrug                   |
| Haagsche Schouwbrug                                    | al het verkeer                | Haagsche Schouwbrug             |
| Stevensbrug                                            | bus-/fiets-/voetgangersbrug   | Stevensbrug                     |
| Spoorbrug De Vink (Oude Lijn)                          | treinverkeer                  | Spoorbrug De Vink               |
| Churchillbrug (N206)                                   | al het verkeer                | Churchillbrug                   |
| Rijnzichtbrug                                          | treinverkeer & al het verkeer | Rijnzichtbrug                   |
| Rembrandtbrug                                          | fiets-/voetgangersbrug        | Rembrandtbrug en het Galgewater |
| Bostelbrug                                             | al het verkeer                | Bostelbrug                      |
| Kippenbrug                                             | al het verkeer                | Kippenbrug                      |
| Waaghoofdbrug Verwijderd. Vervangen door Catharinabrug | voetgangersbrug               |                                 |
| Catharinabrug                                          | fiets-/voetgangersbrug        |                                 |
| Sint Jansbrug                                          | al het verkeer                |                                 |
| Dullebrug                                              | fiets-/voetgangersbrug        |                                 |
| Kerkbrug                                               | al het verkeer                |                                 |
| Gepekte Brug                                           | al het verkeer                |                                 |
| Scheluwbrug                                            | al het verkeer                |                                 |
| Kleine Havenbrug                                       | fiets-/voetgangersbrug        |                                 |
| Schrijversbrug                                         | al het verkeer                |                                 |
| Sumatrabrug (Admiraalsweg)                             | al het verkeer                |                                 |
| Leiderdorpsebrug (Sterrenbrug)                         | al het verkeer                |                                 |
| Rhijnvreugdbrug                                        | (brom)fietsers/voetgangers    |                                 |